# Sergey Betov
Sergey Betov (in bielorusso Сергей Бетов? ; Homel', 15 ottobre 1987) è un tennista bielorusso, inattivo dal gennaio 2023.
Specialista del doppio, ha raggiunto una semifinale nel circuito maggiore e ha vinto 40 titoli nei circuiti minori, tra cui 13 nel circuito Challenger. Vanta inoltre tre partecipazioni a tornei del Grande Slam e il suo miglior ranking ATP è stato il 61º posto nell'ottobre 2015.
In singolare ha vinto solo 5 tornei dell'ITF Men's Circuit e ha disputato una finale Challenger. Tra il 2008 e il 2015 ha giocato nella squadra bielorussa di Coppa Davis, con un bilancio di 3 vittorie sugli 11 incontri giocati tra singolare e doppio.

## Carriera
Fa le sue prime apparizioni nell'ITF Men's Circuit nel 2005 e 2006 e subito dimostra di essere più competitivo in doppio. Nel 2007 inizia a giocare con maggiore continuità e ad aprile alza il suo primo trofeo da professionista al torneo di doppio dell'ITF Futures Russia F1 in coppia con Vladimir Voltchkov, con il successo in finale su Evgeny Kirillov / Konstantin Kravčuk per 7-6, 6-3. Nel prosieguo della stagione vincerà altri 4 titoli ITF in doppio e a novembre disputa in doppio per la prima volta un torneo del circuito Challenger.
Negli anni successivi continua a raccogliere successi in doppio nel circuito ITF e nel marzo 2008 entra nella top 300 del ranking. A settembre fa il suo debutto in Coppa Davis imponendosi in doppio assieme a Max Mirny per il ritiro degli avversari nella sfida vinta 3-0 contro le Georgia. Dopo aver esordito anche in singolare in un torneo Challenger, a fine anno fa le sue prime esperienze in tornei del circuito maggiore uscendo al primo turno di qualificazione in singolare a Mosca e a San Pietroburgo.
Tra il 2009 e e il 2012 non compie progressi nel ranking di doppio, mentre il primo titolo in singolare arriva nel settembre 2010, quando supera in tre set il polacco Grzegorz Panfil nella finale dell'ITF Futures Poland F7. A ottobre vince anche il Belarus F4 e nell'agosto 2011 raggiunge il 340º posto mondiale, che resterà il suo miglior ranking in carriera in singolare. Dopo aver fatto qualche altra apparizione nel circuito Challenger, nel settembre 2011 disputa la prima semifinale in questa categoria nel torneo di doppio di Tulsa e giocherà la seconda nel novembre 2012 a Tjumen'. Nel 2012 supera inoltre le qualificazioni e perde il suo unico incontro in singolare in un tabellone ATP in carriera a San Pietroburgo.
Nella seconda metà del 2013 inizia a giocare più spesso nei Challenger e a novembre vince il suo primo titolo in coppia con il connazionale Aljaksandr Bury a Tjumen', superando in finale Ivan Anikanov / Ante Pavić per 6-4, 6-2. Nel febbraio 2014 la coppia bielorussa vince anche l'Astana Challenger e Betov entra per la prima volta nella top 200. Nel corso della stagione disputano altre cinque finali Challenger e le vincono tutte, a ottobre fa il suo ingresso nella top 100 e il mese dopo sale all'89ª posizione mondiale. Quell'anno disputa anche i primi due tornei ATP di doppio in carriera ed esce al primo turno sia a Shenzhen con Bury che a Mosca con Michail Elgin.

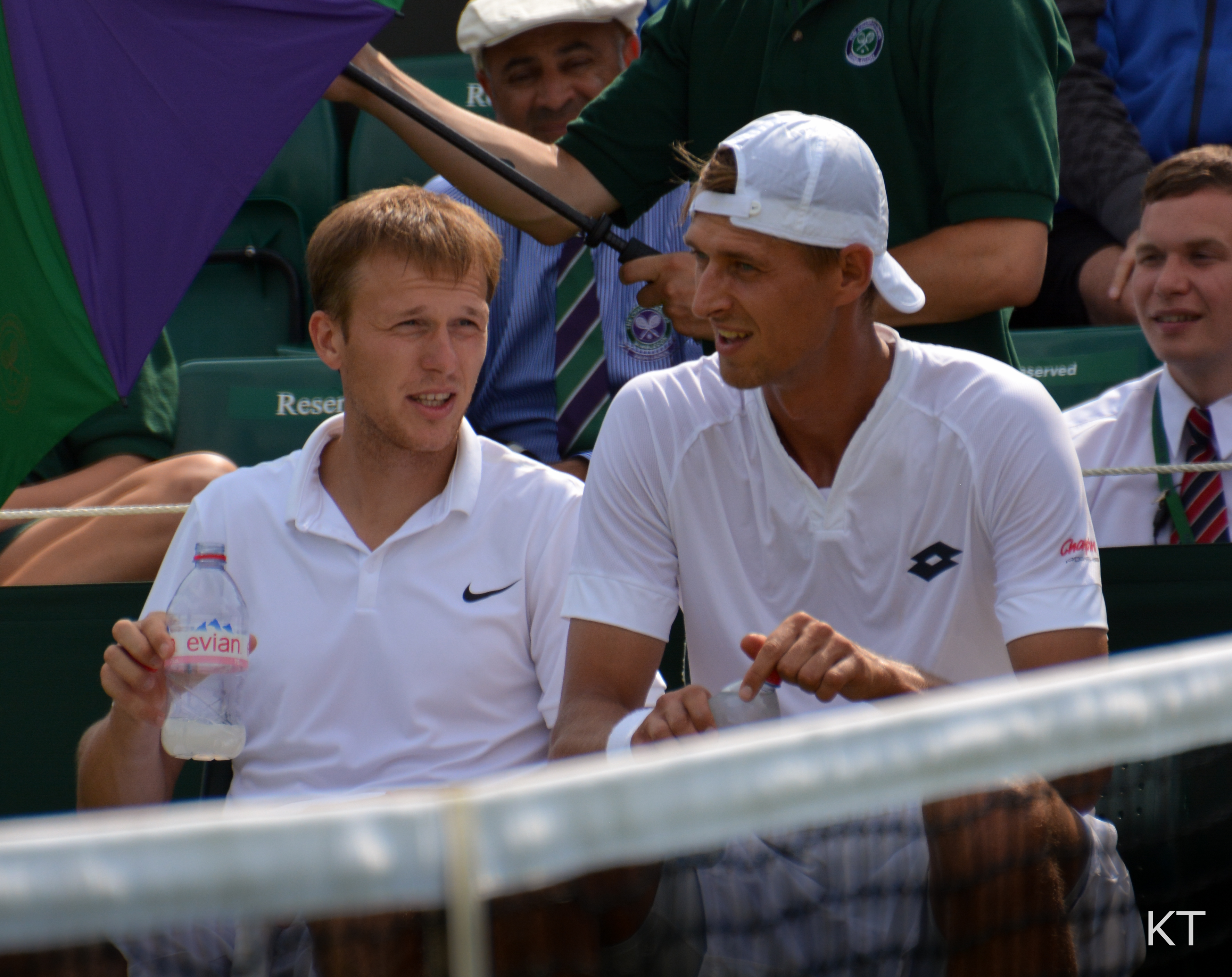
Betov e Bury al torneo di Wimbledon 2015

Apre la stagione 2015 disputando la sua unica semifinale ATP in carriera a Zagabria, dove in coppia con Bury elimina Andreas Seppi / Michail Južnyj e Blaž Kavčič / Franko Škugor e vengono sconfitti da Fabrice Martin / Purav Raja per 6-10 nel terzo set. Sempre con Bury, a fine giugno fa il suo esordio in doppio in una prova del Grande Slam superando le qualificazioni a Wimbledon, sconfiggono poi Edward Corrie / Kyle Edmund ed escono di scena al secondo turno per mano di Alexander Peya / Bruno Soares. Nel corso della stagione vince con Elgin cinque tornei Challenger di doppio e raggiungono inoltre per tre volte i quarti di finale nei tornei ATP, mentre con Albert Ramos Viñolas viene eliminato al primo turno degli US Open. A coronamento della buona stagione, il 26 ottobre raggiunge il 61º posto mondiale, miglior ranking in carriera.
Nella prima parte del 2016 debutta con una sconfitta al primo turno agli Australian Open, non va oltre le semifinali nei tornei Challenger, disputa inoltre gli ultimi tornei ATP in carriera vincendo un solo incontro e a giugno esce dalla top 100. Ad agosto vince assieme a Il'ja Ivaška il suo ultimo titolo in carriera in un Challenger allo Slovenia Open. Riprende a perdere posizioni e a ottobre esce per tre settimane anche dalla top 200. La discesa in classifica lo porta nel 2017 a tornare a giocare nei tornei ITF, alternandoli ai Challenger, i migliori risultati stagionali sono una finale ITF e due semifinali Challenger e a settembre scende alla 380ª posizione mondiale.
Nel 2018 gioca soprattutto i tornei ITF e ne vince due in doppio e uno in singolare, che resteranno gli ultimi titoli in carriera. A maggio raggiunge a sorpresa la sua unica finale Challenger della carriera in singolare a Karshi e si ritira durante il match contro Egor Gerasimov. All'inizio del 2019 gioca solo due tornei ITF e resta poi inattivo nei circuiti professionistici fino al giugno 2021, quando rientra per disputare un solo torneo ITF di doppio. Fa la sua ultima apparizione nel gennaio 2023 per un altro torneo ITF di doppio.

## Statistiche

### Tornei minori

#### Singolare

##### Vittorie (5)
| Legenda tornei minori |
| Challenger (0)        |
| Futures (5)           |

#### Doppio

##### Vittorie (40)
| Legenda tornei minori |
| Challenger (13)       |
| Futures (27)          |

| N.  | Data             | Torneo                                       | Superficie  | Compagno        | Avversari in finale                  | Punteggio              |
| 1.  | 24 novembre 2013 | Siberia Cup, Tjumen'                         | Cemento (i) | Aljaksandr Bury | Ivan Anikanov Ante Pavić             | 6-4, 6-2               |
| 2.  | 23 febbraio 2014 | Astana Challenger, Astana                    | Cemento (i) | Aljaksandr Bury | Andrej Golubev Evgenij Korolëv       | 6-1, 6-4               |
| 3.  | 17 maggio 2014   | Samarkand Challenger, Samarcanda             | Terra rossa | Aljaksandr Bury | Shonigmatjon Shofayziyev Vaja Uzakov | 6-4, 6-3               |
| 4.  | 24 maggio 2014   | Karshi Challenger, Karshi                    | Cemento     | Aljaksandr Bury | Gong Maoxin Peng Hsien-yin           | 7-5, 1-6, [10-6]       |
| 5.  | 15 giugno 2014   | Fergana Challenger, Fergana                  | Cemento     | Aljaksandr Bury | Nicolás Barrientos Stanislav Vovk    | 6(6)–7, 7–6(1), [10-3] |
| 6.  | 13 luglio 2014   | Slovenia Open, Portorose                     | Cemento     | Aljaksandr Bury | Ilija Bozoljac Flavio Cipolla        | 6-0, 6-3               |
| 7.  | 9 novembre 2014  | Internazionali Val Gardena Südtirol, Ortisei | Cemento (i) | Aljaksandr Bury | James Cluskey Austin Krajicek        | 6-4, 5-7, [10-6]       |
| 8.  | 16 maggio 2015   | Samarkand Challenger, Samarcanda             | Terra rossa | Michail Elgin   | Laslo Đere Peđa Krstin               | 6–4, 6–3               |
| 9.  | 23 maggio 2015   | Eskişehir Cup, Eskişehir                     | Cemento     | Michail Elgin   | Ti Chen Ruan Roelofse                | 6–4, 6(2)–7, [10–7]    |
| 10. | 20 giugno 2015   | Fergana Challenger, Fergana                  | Cemento     | Michail Elgin   | Denys Molčanov Franko Škugor         | 6–3, 7–5               |
| 11. | 11 luglio 2015   | Braunschweig Open, Braunschweig              | Terra rossa | Michail Elgin   | Damir Džumhur Franko Škugor          | 3–6, 6–1, [10–5]       |
| 12. | 16 ottobre 2015  | Tashkent Challenger, Tashkent                | Cemento     | Michail Elgin   | Andre Begemann Artem Sitak           | 6–4, 6–4               |
| 13. | 12 agosto 2016   | Slovenia Open, Portorose                     | Cemento     | Il'ja Ivaška    | Tomislav Draganja Nino Serdarušić    | 1–6, 6–3, [10–4]       |